# L'Affaire de Trinidad
Pour plus de détails, voir Fiche technique et Distribution.
L'Affaire de Trinidad (titre original : Affair in Trinidad) est un film américain réalisé par Vincent Sherman, sorti en 1952.

## Synopsis
Chris Emery est danseuse et chanteuse dans une boîte de nuit de l'île de Trinidad aux Antilles. Bien qu'habitant sous le même toit que son mari Neal, ils n'ont plus aucun rapport. Elle est courtisée assidument par Max Fabian, un homme très riche et soupçonné d'activités illicites avec des pays hostiles aux Etats-Unis. 
La première scène du film est la découverte du cadavre du mari de Chris, apparemment suicidé. L'inspecteur Smythe enquête, et l'autopsie révèle un assassinat. L'inspecteur soupçonne Fabian et fait pression sur Chris pour tenter d'en savoir davantage sur ce dernier, ce qu'elle doit accepter.
Steve Emery, le frère de Neal, qui vient d'atterrir sur l'île, assiste à l'enquête publique du coroner qui conclut au suicide d'un homme déprimé, ce que refuse de croire Steve. Se méprenant sur l'attitude calme de Chris, Steve se rend chez elle et l'entrevue est orageuse. Retenu par Dominique, la domestique de Chris, Steve accepte de s'installer dans la maison.
Se conformant à la demande de l'inspecteur Smythe, Chris accepte l'invitation de Fabian, ce qui la fait soupçonner de duplicité par Steve. En enquêtant, Steve finit par découvrir que son frère a été assassiné dans la maison de Fabian et se rend chez lui. Chris lui ment pour le faire partir.
Fouillant dans la maison de Fabian, Chris découvre des plans d'armes et un projet d'attaque des Etats-Unis. Surprise, elle est sur le point d'être emmenée par Fabian et ses complices quand survient Steve qui tente de s'interposer. Steve est assommé mais Max Fabian est gravement blessé. L'intervention de la police délivre Chris et Steve.

## Fiche technique
- Titre : L'Affaire de Trinidad
- Titre original : Affair in Trinidad
- Réalisation : Vincent Sherman
- Scénario : James Gunn et Oscar Saul, d'après une histoire de Virginia Van Upp et Berne Giler
- Adaptation : Jo Eisinger
- Production : Vincent Sherman, Rita Hayworth et Virginia Van Upp
- Studio de production : Columbia Pictures et The Beckworth Corporation
- Photo : Joseph Walker
- Musique : George Duning et Morris Stoloff
- Chorégraphie : Valerie Bettis
- Décors : Walter Holscher (en)
- Costumes : Jean Louis
- Montage : Viola Lawrence
- Pays de production : États-Unis d’Amérique
- Langue : anglais
- Format : Noir et blanc - 35 mm - 1,37:1 - Son : Mono (Western Electric Recording)
- Genre : Film noir
- Durée : 98 minutes
- Date de sortie : 
  - États-Unis : 29 juillet 1952
- Affiche : Boris Grinsson (France)

## Distribution
- Rita Hayworth  (V.F : Claire Guibert) : Chris Emery
- Glenn Ford  (V.F : Raoul Curet) : Steve Emery
- Alexander Scourby  (V.F : Jacques Beauchey) : Max Fabian
- Valerie Bettis (V.F : Nicole Riche) : Veronica Huebling
- Torin Thatcher  (V.F : Michel Gudin) : Inspecteur Smythe
- Howard Wendell : Anderson
- Karel Stepanek (V.F : Albert Montigny) : Walters
- George Voskovec (V.F : Jean Berton) : Docteur Franz Huebling
- Steven Geray (V.F : Pierre Michau) : Wittol
- Walter Kohler (V.F : Maurice Nasil) : Peter Bronec
- Juanita Moore : Dominique
- Gregg Martell (V.F : Raymond Destac) : Olaf
- Mort Mills : Martin
- Ralph Moody (V.F : Paul Amiot) : Coroner

Acteurs non-crédités :
- Joel Fluellen : Jeffrey Mabetes, un pêcheur
- Roy Glenn : Un autre pêcheur
- Kathleen O'Malley : Une hôtesse

## À noter
- Le titre français ne traduit pas l'ambiguïté du titre original. En anglais, si le mot "affair" désigne la même chose que son équivalent français, il est couramment utilisé pour désigner une liaison ou une aventure sentimentale.